# Cecylia Venier
Cecylia Venier (zm. 1543) – władca Paros w latach 1531-1537.
Była córką Fiorenzy Sommaripy i Zuana Francesco Veniery. Po śmierci swego brata w 1531 roku wystąpiła przeciwko roszczeniom do wyspy wysuwanym przez Crusino III Sommaripa i Giovanni IV Crispo. Wenecja uznała jej prawa w 1535 roku. W 1537 Paros została podbita przez Turków Osmańskich. Cecylia wyjechała do Wenecji, gdzie sześć lat później umarła. 